# Distretto di Ulaanbadrah
Il distretto di Ulaanbadrah è uno dei quattordici distretti (sum) in cui è suddivisa la provincia del Dornogov', in Mongolia. Conta una popolazione di 1.543 abitanti (censimento 2009). 